# Pałac w Kamieńcu (województwo śląskie)

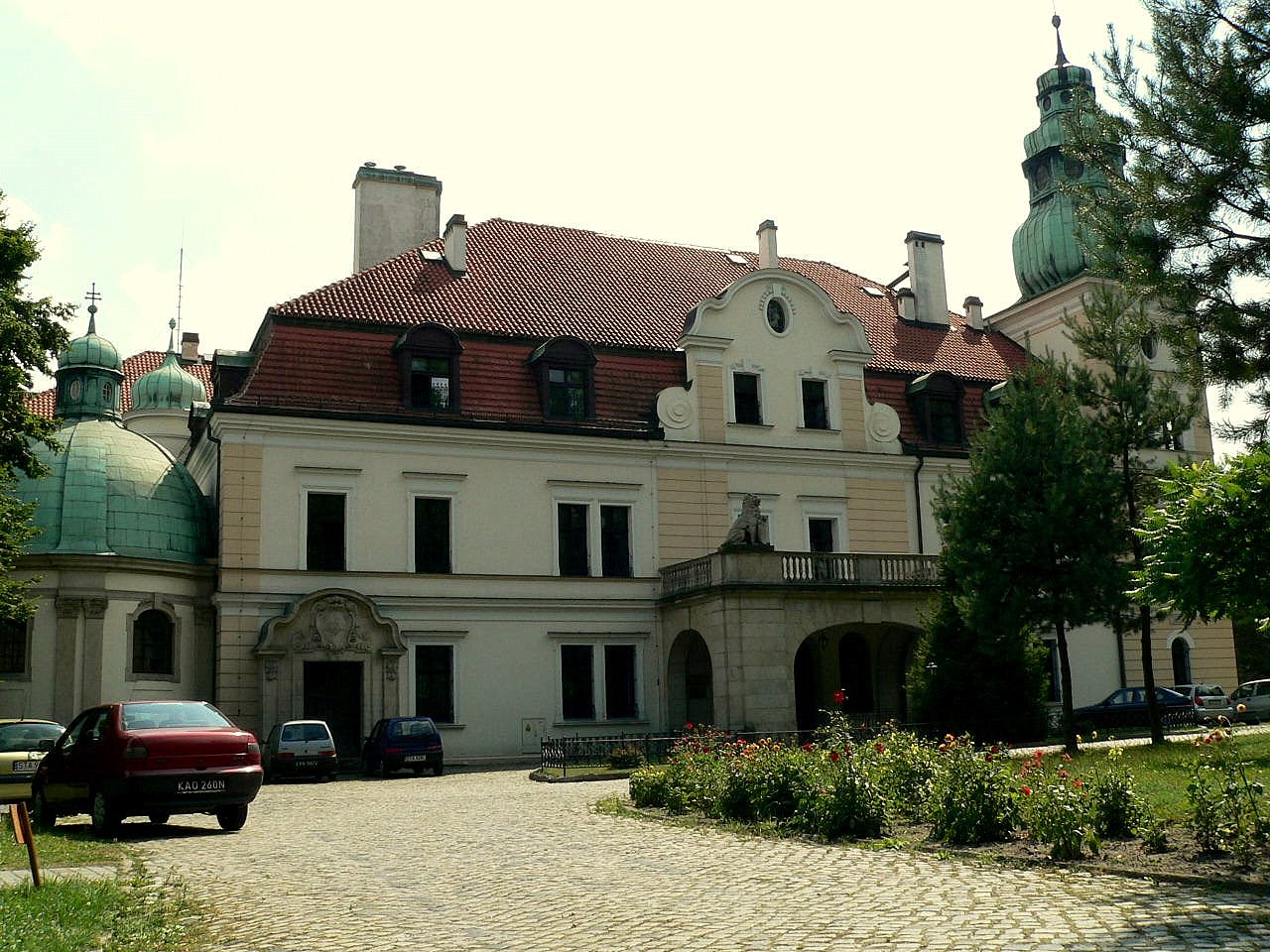
Elewacja północna pałacu z podjazdem i głównym wejściem

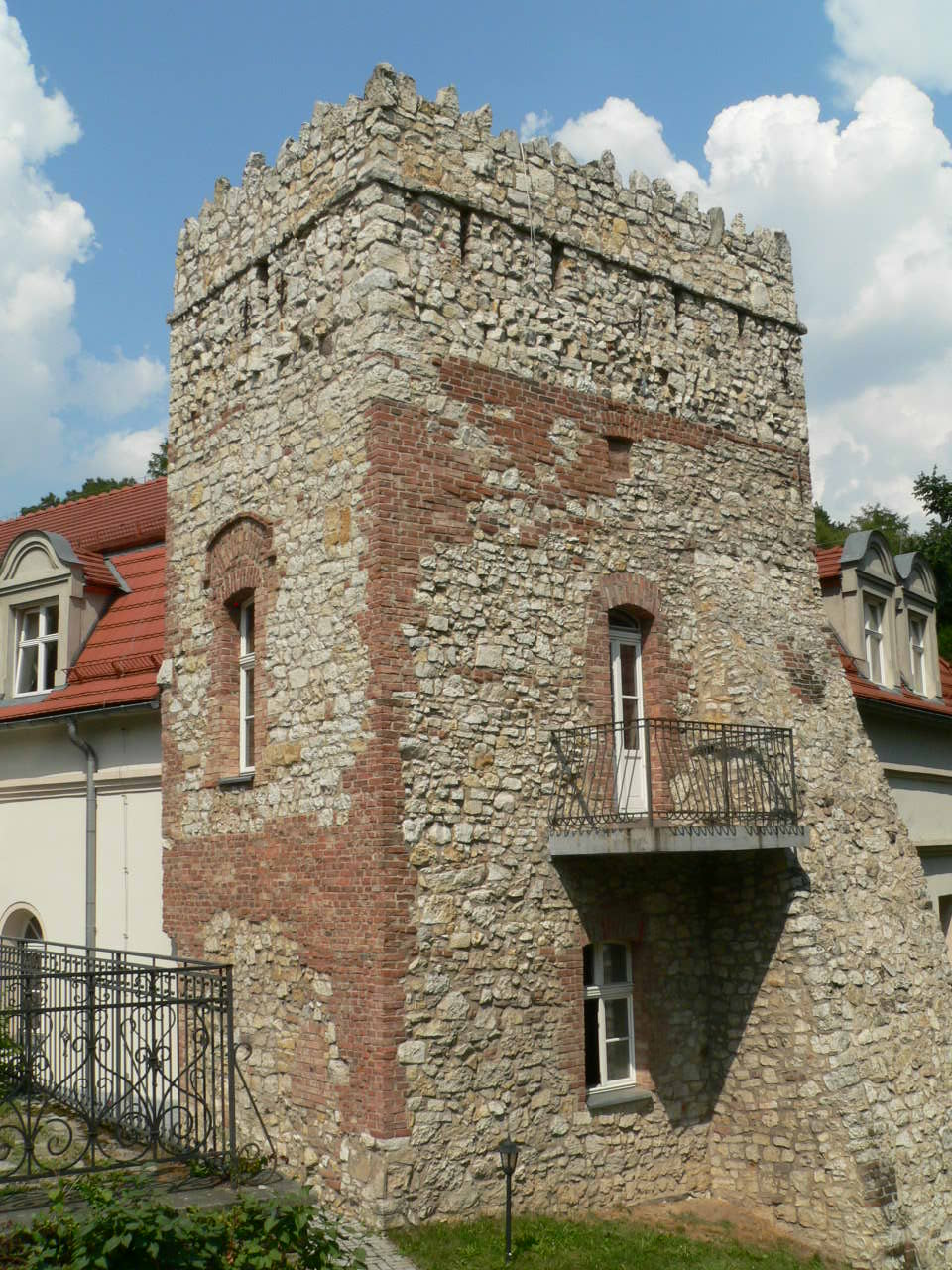
Mysia Wieża obok pałacu w Kamieńcu

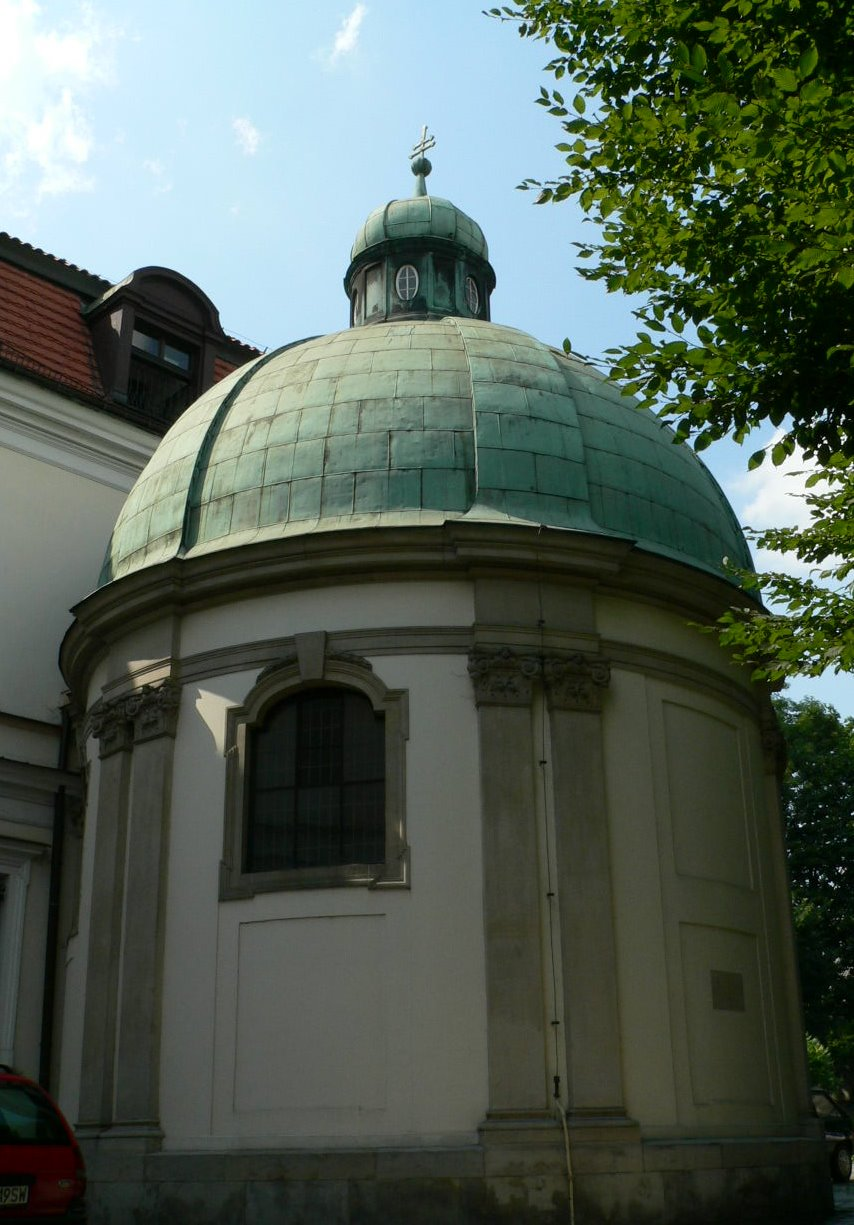
Kaplica przy pałacu w Kamieńcu

Pałac w Kamieńcu – pałac we wsi sołeckiej Kamieniec (województwo śląskie) w powiecie tarnogórskim, w gminie Zbrosławice, wpisany do rejestru zabytków nieruchomych województwa śląskiego.
Obiekt usytuowany jest na tarasowym wzniesieniu po prawej stronie rzeki Dramy.

## Właściciele
Prawdopodobnie na tym miejscu pierwszy drewniany zamek, podobnie jak i pierwszy kościół w Kamieńcu, wybudowali templariusze. Krążą pogłoski, iż tu właśnie mistrz krzyżacki Hermann von Salza (1170-1239) ukrył w pośpiechu swe skarby. Mówi się, że istniały podziemne przejścia między istniejącymi wówczas zamkami w Kamieńcu, Ziemięcicach i Wieszowie. Informację te podaje jeden z późniejszych właścicieli pałacu, hrabia Hubertus von Strachwitz. Na potwierdzenie tych przypuszczeń nie znaleziono jednak, jak dotychczas, materiałów źródłowych.
Na ruinach istniejącego wcześniej zamku w XVI w. wybudowany został przez ród Kokorzów kolejny, tym razem renesansowy zamek. Rodzina Kokorzów była starą śląską rodziną, znaną już w 1311 r., a wywodzącą się z Czech. Za siedzibę rodową uważali Kamieniec, który prawdopodobnie około 1539 r. nabył Jan Kokorz z księstwa niemodlińskiego. W 1556 r. Jan ożenił się z Katarzyną, córką wówczas już nieżyjącego, a pochodzącego z Bawarii Georga von Köenigsfeld.
Z kolei na zrębach tego zamku na początku wieku XVIII, za sprawą ówczesnego właściciela Kamieńca, Martina Scholtz von Löwenckrona, wywodzącego się z rodu bytomskich mieszczan, powstał pałac barokowy.
Pałac Löwenckronów (według kolorowej litografii z wydawnictwa Dunckera) otoczony był murem z kamienia łamanego, posiadał prostą, zwartą dwukondygnacyjną bryłę, niskie przybudówki i dach mansardowy.
Wiosną 1750 r. pałac wraz z okolicznymi ziemiami kupił Karol Józef Strachwitz. Niedługo potem dokupił on także Księży Las i Ziemięcice. Swą główną rezydencją uczynił właśnie pałac w Kamieńcu.
W latach 1872–1873, gdy pałac należał do rodziny Strachwitzów, zburzono mur z basztami otaczający rezydencję, a sam obiekt został rozbudowany w stylu neorenesansowym (otrzymał tzw. „kostium francuski” charakterystyczny dla architektury rezydencjonalnej arystokracji i ziemiaństwa w latach 1864-1914). Na zachowanych kartach pocztowych z przełomu wieków można zobaczyć sylwetkę pałacu z charakterystycznymi wysokimi szczytami i mansardowym dachem.
Słownik geograficzny Królestwa Polskiego i innych krajów słowiańskich z roku 1882 podaje, że oprócz wspomnianych do tej pory, panami na kamienieckim zamku byli jeszcze :
- w r. 1728 hr. Juliusz Verdugo[5],
- w r. 1754 hr. Rudolf Sobek,
- w r. 1763 hr. Karol Reder, a dopiero po nim hrabiowie von Strachowitz.

Poza wymienionym słownikiem nazwiska Rudolfa Sobka i Karola Redera nie pojawiają się w źródłach pisanych.
Ostatnimi właścicielami pałacu przed II wojną światową była rodzina Stolbergów. Hrabia Günther zu Stolberg-Stolberg, żonaty z hr. Klarą Schaffgotsch, w 1910 r.dokonał ostatniej jego przebudowy. Nadała ona pałacowi dzisiejszy wygląd. Obiekt nabrał wówczas cech pałacu neobarokowego, zmieniono m.in. kształty szczytów nad ryzalitami, artykulację (podział) elewacji oraz hełmy wież. W narożnikach pojawiły się wieże: wyższa czworoboczna z kopulastym hełmem i niższa z hełmem cebulastym.
Po śmierci hrabiego Günthera, co nastąpiło 6 listopada 1926 r. w Paskau (Paskov ?), dobra kamienieckie wraz z pałacem odziedziczył jego najstarszy syn Hubert (1890-1960). Stan taki trwał do 1944 r.
Dekret o przeprowadzeniu reformy rolnej ustanowiony 6 września 1944 r. przez Polski Komitet Wyzwolenia Narodowego, pozbawił praktycznie majątku ziemskiego, a tym samym i pałacu w Kamieńcu, rodzinę Stolbergów. Na mocy tego dekretu państwo polskie zlikwidowało bowiem bez odszkodowania wszystkie poniemieckie majątki ziemskie.
Obecnie w pałacu mieści się Ośrodek Leczniczo-Rehabilitacyjny dla Dzieci.

## Mysia Wieża
Budowla zwana „Mysią Wieżą” jest wieżą murowana z dzikiego kamienia i cegły, na rzucie prostokąta, ze skarpą od wschodu. Wewnątrz znajdują się pomieszczenia nakryte sufitami. Wieża jest usytuowana na wschód od pałacu.
Prace archeologiczne przeprowadzone w 2000 roku zweryfikowały dotychczasowe przypuszczenia dotyczące „Mysiej Wieży”. Do tej pory sądzono, że została ona zbudowana w 1887 roku, za Strachowitzów i służyła właścicielowi za obserwatorium astronomiczne.
W wyniku przeprowadzonych badań archeologicznych odkryto pozostałości budynków z okresu późnego średniowiecza. Odsłonięto między innymi renesansową latrynę w wieży i hypokaustum – średniowieczny piec, z którego specjalnymi kanałami gorące powietrze wędrowało do poszczególnych pomieszczeń i ogrzewało je. Szczegółowe badania wykazały istnienie przynajmniej czterech faz użytkowania budowli, począwszy od wieku XV do XIX. Prawdopodobnym jest, iż najstarsze fazy (XV-XVI wiek), można identyfikować z pozostałościami renesansowego zamku Kokorzów.

## Kaplica pałacowa Narodzenia Bożego
Kaplicę pałacową ufundował w roku 1910 ostatni właściciel pałacu hrabia Stolberg. Informuje o tym wmurowana w elewację kaplicy tablica z inskrypcją o następującej treści: GUNTHERUS / COMES DE STOLBERG – STOLBERG / HOC SACRARIUM AEDIFICAVIT / ARCEMOUE REFECIT / ET AXORNAVIT / A.D. MCMX.
Kaplica powstała na rzucie koła, została przykryta kopułą, posiadała ołtarz z sarkofagiem. Otrzymała wystrój późnobarokowy; wielobarwną marmurową posadzkę i sztukaterie z ornamentem regencyjnym. Pełniła funkcję sakralną do II wojny światowej, kiedy to pałac zajęli Rosjanie. Po wyzwoleniu, ogołocona z wyposażenia, przez szereg lat służyła jako magazyn. W październiku 2005 r., staraniem kurii diecezjalnej w Gliwicach i obecnego właściciela pałacu, kaplica odzyskała swój dawny blask.
Neorokokowy ołtarz kaplicy znajduje się obecnie w kościele parafialnym w Kamieńcu. Został on tam przeniesiony po pożarze kościoła w marcu 1984 r. spowodowanego, jak później ustalono, wadliwą instalacją elektryczną.
Należy do parafii Narodzenia św. Jana Chrzciciela w Kamieńcu.

## Budynek pałacowy – stan obecny
Obecny pałac to budowla murowana, potynkowana, częściowo jedno a częściowo dwupiętrowa, zwrócona elewacją frontową na północ. Pałac usytuowany jest na rzucie prostokąta z dobudówkami: korpus z wieku XVIII, część zachodnia z lat 1872-1873, kiedy to pałac był przebudowywany.
Herby
- Od strony północnej znajduje się boniowany (rowkowany, żłobiony) portyk z tarasem, z kamiennymi rzeźbami lwów podtrzymujących tarcze z herbami Güntera zu Stolberg-Stolberg i jego żony Klary Schaffgotsch.
- W elewację zachodniej znajduje się w kartuszu z kamiennym herbem.
- W szczycie elewacji południowej herb  Stolberg-Stolberg [7].

Na zewnątrz pałacu znajdują się dwie wmurowane wtórnie tablice kamienne:
- na elewacji wschodniej późnorenesansowa, zapewne z końca z XVI w., z dwiema tarczami z herbami: Kur i von Königsfeld, podtrzymywanymi przez postać męską i kobiecą, oraz zachowanym napisem: JAN KOKORZ /Z/ KAME-CZE/KATERZINA (…) KINGS (…) (odnoszącym się do Jana Kokorza i jego żony Katarzyny von Königsfeld);
- Na elewacji zachodniej, w formie późnobarokowego kartusza z pierwszej połowy XVIII w., z tarczą z herbami Löwenkronów i literami: MSVL (odnoszącym się do Martina Scholtza von Löwenkron).

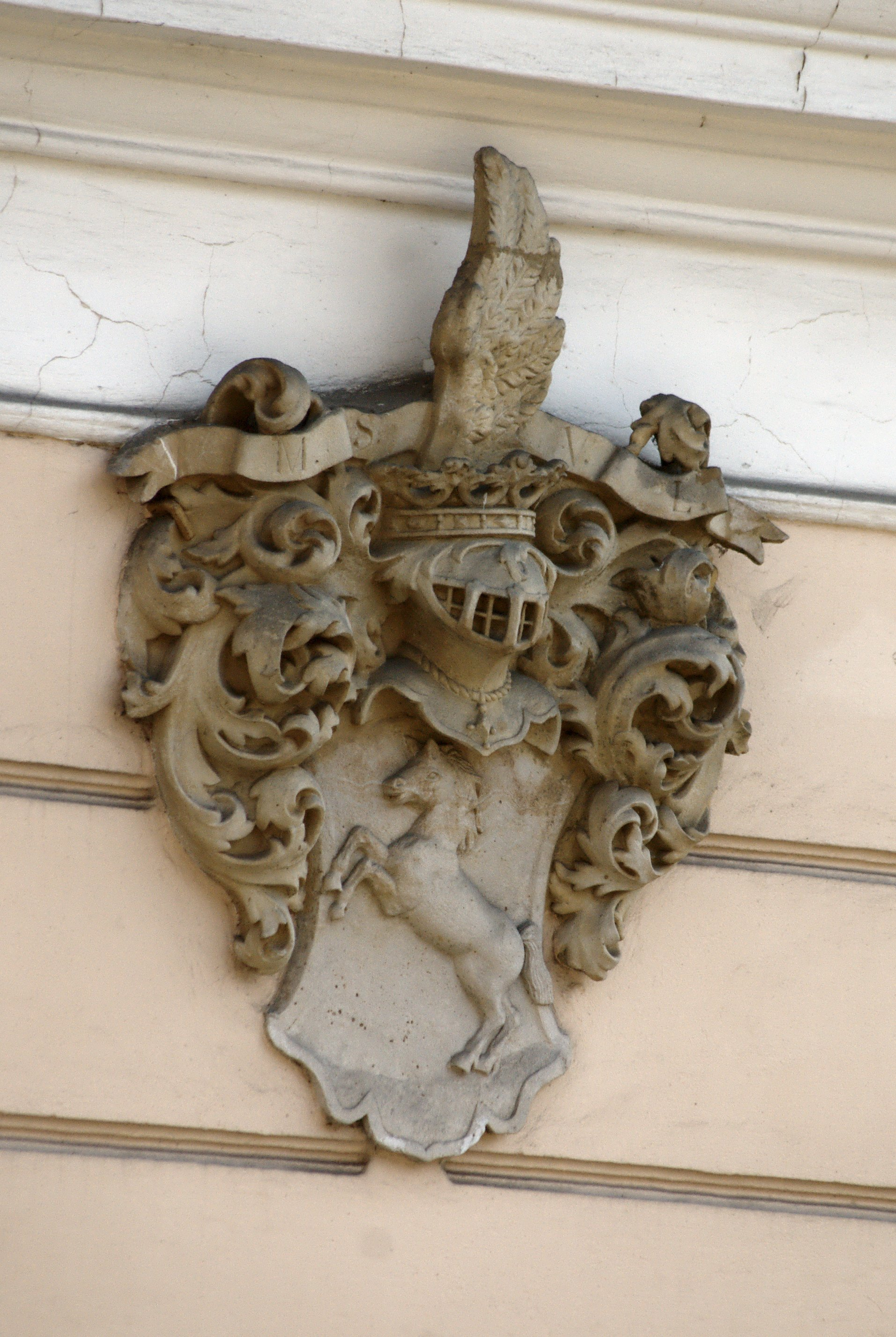
Herb
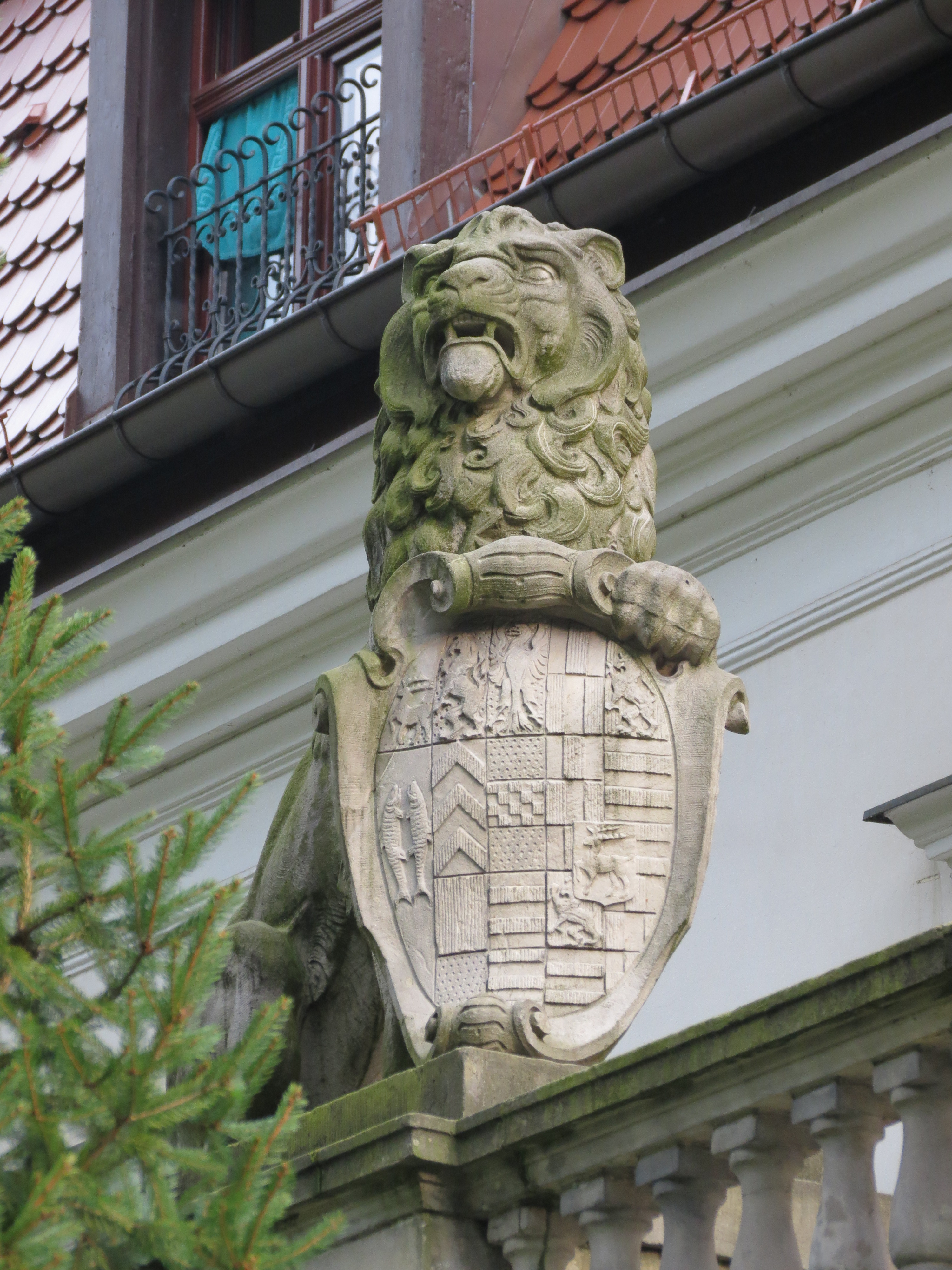
Herb Güntera zu Stolberg-Stolberg
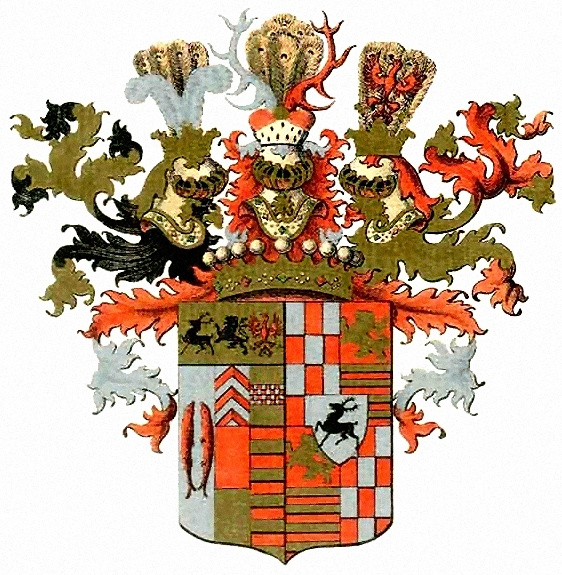
Herb Güntera zu Stolberg-Stolberg
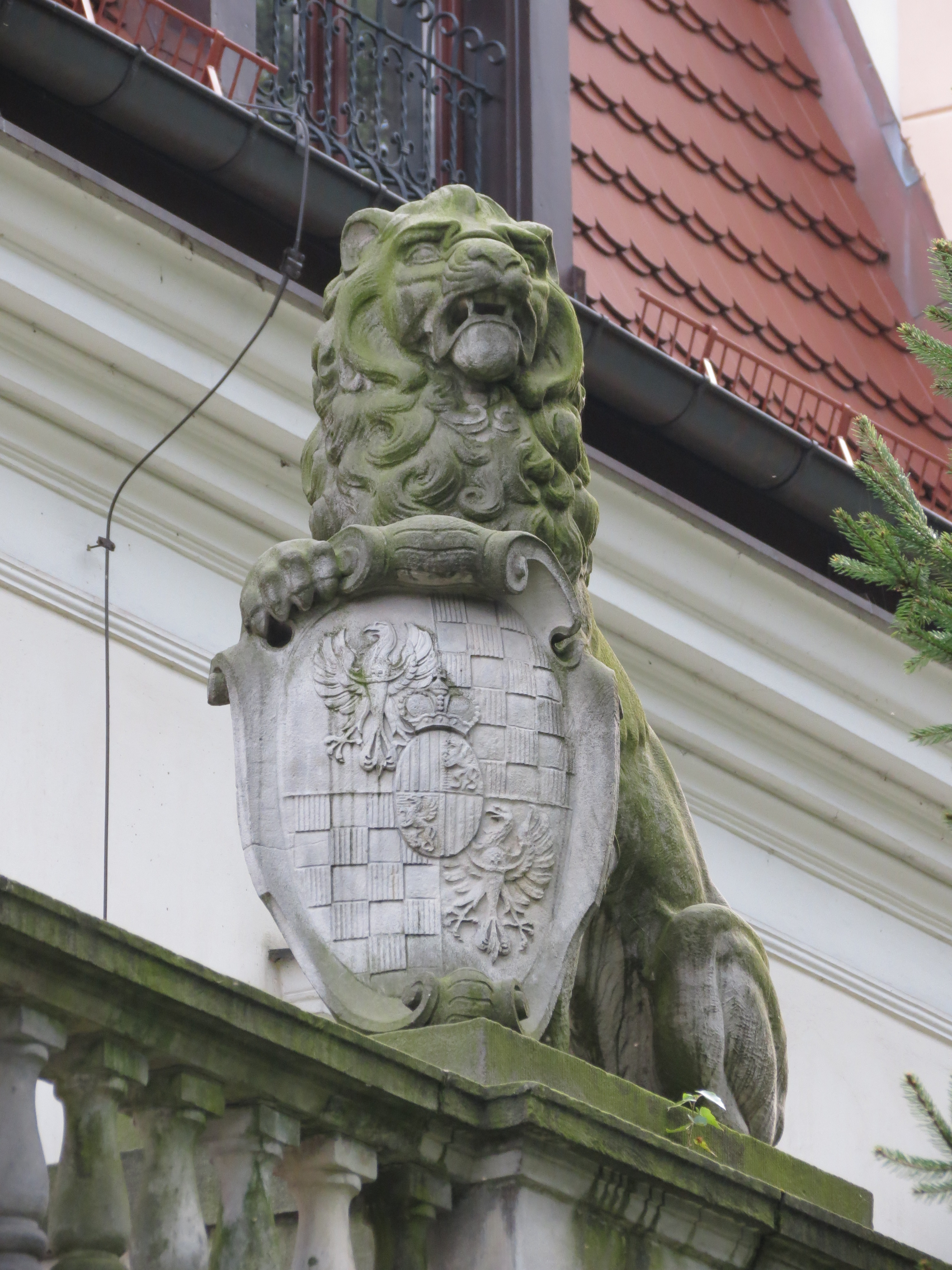
Herb Klary Schaffgotsch
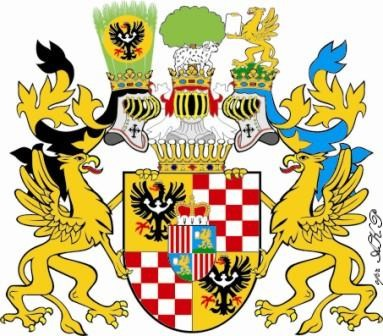
Herb Klary Schaffgotsch
Herb Kur Jana Kokorza
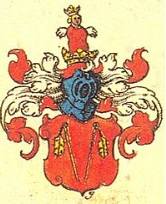
Herb Katarzyny von Königsfeld
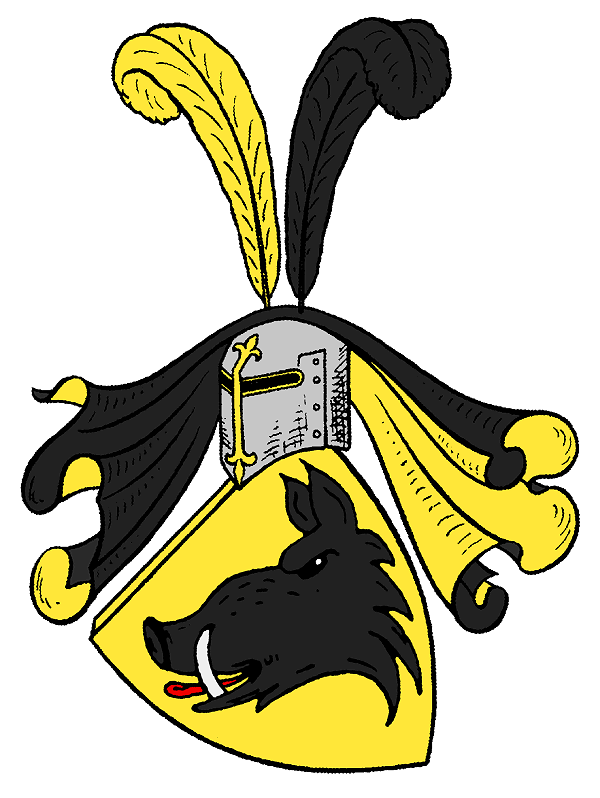
Herb rodziny von Strachwitz

Wnętrza pałacu posiadają charakter pseudobarokowy. Na parterze obszerna sień przykryta sklepieniem kolebkowym z lunetami, w lokalnościach obok sieni sklepienia kolebkowe z lunetami i żaglaste na gurtach. Na piętrze w trakcie północnym sklepienie krzyżowo-kolebkowe.
Wewnątrz pałacu rzeźby marmurowe:
- w sieni na parterze kopia (?) sarkofagu rzymskiego z płaskorzeźbioną, wielofigurową sceną puttów zabierających winogrona, na ściance frontowej i bocznej oraz przedstawieniem gryfa na ściance bocznej;
- w holu na piętrze rzeźba w formie czary z grupą Walka Zeusa z gigantami, zapewne z XIX w.

Obok dawnej biblioteki zachował się klasycyzujący piec.
Pałac otacza założony za Strachwitzów park krajobrazowy z ciekawym starodrzewiem; (miłorzęby, sosny wejmutki, dęby kaukaskie) oraz niezwykłym okazem tulipanowca, olbrzymiego drzewa, które co roku w czerwcu zachwyca pięknem swych żółtych kwiatów. Autorem projektu parku i jego pierwszym opiekunem był mistrz architektury ogrodowej Zahradnik, współtwórca Górnośląskiego Towarzystwa Ogrodniczego.